# Hyphanet
Hyphanet (ранее Freenet) — одноранговая сеть, предназначенная для децентрализованного распределённого хранения данных без возможности их цензуры, созданная с целью предоставить пользователям электронную свободу слова путём обеспечения невозможности удаления или блокировки файлов. Hyphanet работает на основе объединения в общий фонд (пулинга) предоставленной пользователями (членами сети) своей полосы пропускания и дискового пространства своих компьютеров для публикации или получения из Hyphanet разного рода информации. Hyphanet использует разновидность маршрутизации по ключам, похожую на распределённую хеш-таблицу, для определения местонахождения пользовательских данных.

## История
Ирландский студент Иен Кларк начал разрабатывать Freenet в 1998 году как часть своей курсовой работы на получение степени по информатике в Эдинбургском университете. В 2000 году Иен Кларк написал статью „Freenet: распределенная система анонимного хранения и поиска информации“ („Freenet: A Distributed Anonymous Information Storage and Retrieval System“). По данным CiteSeerX, статья Кларка была самой цитируемой статьей по информатике в 2000 году. Иен Кларк вошел в список 100 выдающихся инноваторов 2003 года по версии MIT's Technology Review. Идеи и концепции, которые впервые появились в Freenet, оказали значительное влияние на академический мир. Freenet также вдохновил на создание ряда статей о правах человека и философии.
В 2023 году Freenet был переименован в Hyphanet, а переписанный проект без встроенной поддержки анонимного обмена информацией получил название Freenet.

## Обзор

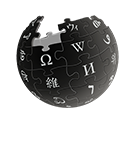
Логотип Википедии в сети hyphanet имеет ключ CHK@paFrxhZ~bkvuzoNEnlsuRWY6UroFUl8VJnvN7YYinIQ,Y0o4HikKcoDCrK8aLrXiNjUnOUi9TNtgV3LV2Dy2xdc,AAMC--8/wikipedia_logo.png

По мнению многих, Freenet фундаментально отличается от других пиринговых сетей: эта сеть всё ещё несколько сложней в использовании и значительно медленней. Однако после включения и некоторого времени работы в этой сети её узлы становятся более быстрыми и начинают более эффективно извлекать из сети данные.
В сети Freenet существует примитивная (не полностью распределённая) система поиска по ключевым словам, находящаяся в стадии разработки, однако, вследствие малого размера сети, несколько сайтов этой сети содержат перечень ресурсов, опубликованных на остальных сайтах Freenet — каталог. Во время создания нового сайта автор может добавить свой сайт в этот перечень, тем самым позволяя другим пользователям обнаружить его. Владелец каталога также периодически запускает робота, который проверяет сайты в каталоге на наличие в них ссылок на сторонние сайты Freenet. Одним из наиболее известных каталогов является Freedom Engine.
В настоящее время Freenet не может быть использован для создания или распространения динамического контента, такого, который использует базы данных или скрипты. По мнению группы поддержки проекта Freenet, это является необходимой жертвой, так как основной целью проекта не являются ни простота использования, ни производительность. В отличие от других пиринговых сетей, основной целью проекта Freenet является борьба с цензурой, предоставление пользователям свободы общения и почти полной анонимности.
Freenet может рассматриваться как огромное потенциально ненадёжное устройство хранения информации. Когда вы сохраняете файл в это устройство, вы получаете ключ, с помощью которого можете получить информацию обратно. Когда вы предъявляете Freenet ключ, она возвращает вам сохранённый файл. Это устройство хранения данных распределено по всем узлам, подключенным к Freenet.

## Концепция
Freenet является попыткой устранить возможность для любой группы лиц навязывать свои убеждения и ценности другим. Многие государства осуществляют цензуру коммуникаций в тех или иных пределах. При этом можно выделить одно общее свойство: некоторое лицо решает, какую информацию запретить, а какую — допустить. В то же время то, что может быть приемлемо для одной группы людей, может рассматриваться как оскорбительное или даже опасное для другой. По существу, основным замыслом Freenet является то, что никому не позволено решать, что приемлемо. В сети поощряется терпимость к ценностям других, а в случае отсутствия последней пользователей просят закрыть глаза на содержание, которое противоречит их взглядам.

## Техническая реализация

Скриншот Frost под Windows

Сеть Freenet хранит данные и позволяет извлекать их при помощи связанного с ними ключа. Сеть разработана для того, чтобы сохранять высокую живучесть при полной анонимности и децентрализации всех внутренних процессов по всей сети. Система не имеет центральных серверов и не находится под контролем каких-либо персон или организаций. Даже создатели Freenet не имеют никакого контроля над всей системой, кроме того, что они обновляют код. Сохранённая информация шифруется и распространяется по всем компьютерам, участвующим в сети во всём мире, которые анонимны, существуют в большом количестве и постоянно обмениваются информацией. Теоретически весьма сложно определить, какой участник хранит данный файл, так как содержимое каждого файла зашифровано и может быть разбито на части, которые распределяются между множеством различных компьютеров. Даже для участника требуются значительные усилия, чтобы узнать, что именно он хранит.

## Системные требования
- *nix[15];
- Android[16];
- GNU/Linux[15];
- MacOS;
- POSIX[15];
- Windows[15][17].

## Приложения, функционирующие в сети Freenet
Frost— популярная и активно разрабатываемая система форумов в сети Freenet. Frost устанавливается вместе с основными приложениями Freenet, имеет простой и понятный интерфейс, в том числе на русском языке.

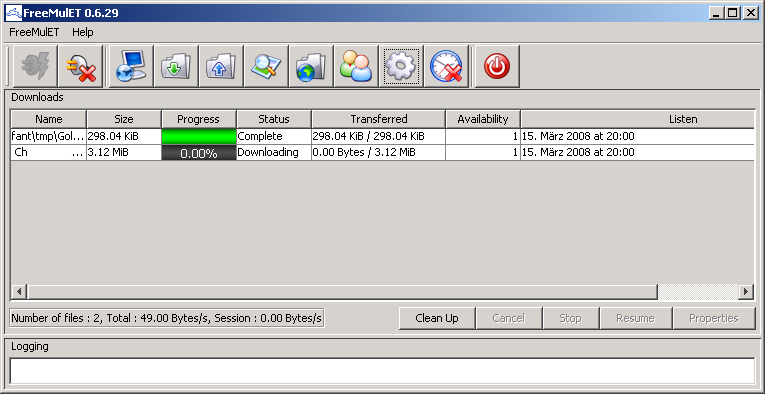
Скриншот FreemulET 0.6.29

У форумов Frost есть несколько отличий от обычных форумов в интернете. Во-первых, форумы Frost работают без выделенных серверов, поэтому к ним очень сложно применить цензуру.
Во-вторых, благодаря анонимности сети Freenet невозможно определить IP-адреса людей, читающих или пишущих в форумы. Тем не менее, подделать чей-либо никнейм в форуме нельзя — для этого Frost использует цифровую подпись сообщений.
Frost можно использовать как для общения в форумах, так и для файлообмена.
На момент 3 марта 2021 из-за уязвимости форумы frost подвергнуты автоматическим спамом скриптом. Сейчас использовать его проблематично, но ему уже появились альтернативы.
PyFreenet3 — набор приложений командной строки для Freenet, а также библиотека Python для Freenet.
FreemulET — программа для обмена файлами. FreemulET имеет интерфейс, очень похожий на eMule, но работает в сети Freenet.

## Критика
В отличие от сети Tor, Freenet обеспечивает анонимность только внутри своей сети.